# Дух 45-го
«Дух 45-го» (англ. The Spirit of '45) — документальный фильм 2013 года британского режиссёра Кена Лоуча о жизни и судьбе эпохи послевоенной Великобритании.

## Сюжет
Картина рассказывает о радикальных изменениях послевоенной Великобритании под управлением лейбористского правительства премьер-министра Клемента Эттли, пришедшего к власти в 1945 году по результатам выборов, впервые проведённых с 1935 года. Опираясь в первую очередь на архивные материалы и интервью, фильм повествует о нищете и безработице в довоенной Великобритании, чувстве оптимизма, последовавшим за победой в Второй мировой войне, а также последующим развитием социального государства с подачи Эньюрина Бивена, основанием Национальной службы здравоохранения с системой медицины для всех граждан «от колыбели до могилы», сносом диккенсовских трущоб и постройкой на их месте миллионов новых домов, «подходящих для героев», национализации значительной части экономики Великобритании и финансовой поддержке нуждающихся с помощью Акта о государственной помощи. Таким образом, был построен «нью-социализм», сплотивший нацию на многие годы в строительстве государства всеобщего благосостояния с гарантией полной занятости как высшей ценности и общественного блага. Тем не менее, все эти достижения стали объектом атаки в последующие десятилетия и пали жертвой политики консервативного правительства Маргарет Тэтчер в 1980-е годы.

## В ролях
В фильм были включены плёнки из региональных и национальных архивов Великобритании, наряду со звукозаписями и современными интервью с бывшими чиновниками, медсёстрами, шахтёрами, экономистами, докерами и деятелями профсоюзов (ныне пенсионерами), среди которых: Эйлин Томпсон, Джулиан Тюдор Харт, Дэй Уотерс, Сэм Уоттс, Рэй Дэвис, Дот Гибсон, Тони Бенн, Гарри Кин, Джон Рис, Рафи де Сантос, Джеймс Мидуэй, Тони Ричардсон, Дена Мёрфи, Маргарет Баттин, Джун Хаутот, Билл Ронксли, Джеки Дэвис, Джонатан Томлинсон, Алекс Гордон, Рэй Торн, Дэвид Хоппер, Инки Томсон, Стэн Пирс, Рэй Джексон, Дебора Гэрви, Алан Торнетт, Терри Тиг, Джон Фаррелл, Дорин Макнелли, Тони Малхёрн, Эдриан Дилуорт, Саймон Мидгли, Карен Рейссманн и Тони Нельсон.

## Показы и прокат
9 февраля 2013 года фильм был показан в специальной программе 63-го Берлинского кинофестиваля. На следующем 64-м фестивале Кену Лоучу была посвящена специальная программа «Почтение» (англ. Homage) в которой были показаны 10 его фильмов: «Кэти возвращается домой», «Кес», «Егерь», «Град камней», «Божья коровка, улети на небо», «Земля и свобода», «Меня зовут Джо», «Навигаторы», «Милые шестнадцать лет» и «В поисках Эрика». Кроме этого, Лоуч был награждён Почётным Золотым медведем за достижения и вклад в кинематограф.
В широкий прокат в Великобритании фильм вышел 15 марта 2013 года. В то же время он был показан на Сиднейском кинофестивале.

## Критика
В 1920—1930-е годы рабочий класс жил в бедности: колоссальная безработица, отчуждение, полевые кухни, ужасные бытовые условия. Люди говорили: «Мы не хотим больше к этому возвращаться». Например, железные дороги на тот момент были в руках частных компаний и находились в отвратительном состоянии. Правительство решило, что в условиях войны необходимо эффективное железнодорожное сообщение. Так железные дороги были переданы в государственную собственность. Для ведения войны требовался уголь, и угольные шахты также отошли государству. А потом поняли, что такие же меры можно предпринять и в мирное время для преодоления безработицы и бедности, чтобы все жили достойно и в равных условиях. Водопроводные системы, энерго- и газоснабжение, металлургия, машиностроение перешли в государственную собственность. Это был взлёт британской политики.
Режиссёр Кен Лоуч о времени и фильме
Дэйв Кэлхун из «Time Out» отметил, что «этот разжигающий и печальный фильм напомнит нам о воздухе прогресса и реконструкции, охватившем британскую политику сразу после Второй мировой войны», в то время как «тихой, непринуждённой позицией Лоуча является то, что левые одинаково виновны в отказе от своих обещаний и страсти послевоенных лет», в результате чего «фильм стал сразу плачем, празднованием и тревожным сигналом для современных политиков и избирателей». Филип Френч из «The Observer» сказал, что «в фильме Лоуча есть обнадёживающие моменты и запоминающиеся образы. Но „Духу 45-го“ не хватает силы и гуманности его вымышленных фильмов и представляет он собой тонкий, вводящий в заблуждение и сентиментальный рассказ о истории, и о том, как мы дошли оттуда до сюда». Питер Брэдшоу из «The Guardian» заметил, что фильм «своей спокойной простотой даёт понять, что Национальная служба здравоохранения это наш последний бой», при этом «напоминая нам, что восхищение медицинским обслуживанием стало отчётливой добродетелью патриотизма», однако «„Дух 45-го“ Лоуча можно высмеивать — все же потому, что в 21-м веке предпочтительным является дух жёсткой экономии и парадокс, по которому мы нашли деньги, чтобы национализировать проблемные банки, сохраняя дух того, что Милтон Фридман назвал социализмом для богатых, свободным предпринимательством для бедных». Тим Роби из «The Daily Telegraph» заявил, что «Дух 45-го» Лоуча — «это, наверное, лучший его фильм с „Милых шестнадцати лет“ (2002). Он своевременен, как призыв к оружию против политики, постепенно разрушившей Великобританию, создаваемой Клементом Эттли и Эньюрином Бивеном».
Нед Робертс из «The Independent» отметил, что «стилистически фильм удался», но «как урок истории, он короток. Наиболее ярким моментом этого является почти 30-летний разрыв между правительством Клемента Эттли и избранием Тэтчер. В фильме Лоуча эти лет не существует. В свою защиту, Лоуч, несомненно, указывает на год в название фильма», который «как пропаганда, как яростный призыв к оружию, сердитый взмах на политику двух основных политических партий», поражает, будучи «на самом деле очень личным призывом. И все же мы остались с чувством того, что нам рассказали только половину истории». Джей Си из «The Economist» в связи с выходом фильма отметил, что «в своей речи в 2011 году на конференции Фабианского общества, Эд Милибэнд, лидер лейбористов, отверг „идею социализма как своего рода миссионерскую работу, которая будет осуществляться от имени народа“. Теперь он говорит о устранении необходимости обширного государства всеобщего благосостояния путём капитального ремонта состояния рынка труда и децентрализации власти. То есть проще говорить, чем делать. Всё-таки британцы признают необходимость сокращения (и подозреваю, что мои сограждане обманывают систему), но глубокую привязанность к государственной концепции перераспределения, инициированной правительством Эттли, на примере фильма Лоуча, трудно сдвинуть. Таким образом, дух 45-го живёт». Филип Кемп из «Sight & Sound» заметил, что «самое поразительное в прямых или косвенных словах свидетелей, собранных Лоучем, это чувство общей идентификации, глубокая личная гордость в том, что люди приняли участие в строительстве послевоенного мира», и «фильм Лоуча открыто, не стесняясь полемики, является красноречивым криком ярости и горя о том, что у нас когда-то было и как мы позволили отнять это у нас». Крис Туки из «The Daily Mail» заявил, что «Кен Лоуч является замечательным кинорежиссёром, создавшим фильмы редкого человеческого качества, но он всегда был слабым — и наименее популярным — когда позволял преобладать своей бескомпромиссной политической повестке дня», в результате чего получилась «документальная безумная марксистская фантазия».
Кевин Мигер из «New Statesman» сказал, что «прекрасный фильм Лоуча не осуждает ничего из гораздо менее массивных достижений лейбористского правительства, как реальных, так и приукрашенных», благодаря тому, что «мифы играют важную роль в нашей политике, выступающей как сокращение для больших, неуклюжих идей; помогают вдохновлять, провоцировать, и, самое главное, мотивировать избирателей». Лесли Фелперин из «Variety» отметил, что фильм — «это все очень зажигательная выкладка, но даже самые ярые левые не могли не заметить, что это также весьма избирательная историяя, которая даже не претендует на голоса более консервативных или даже центристских взглядов». Джессика Кианг из «Indiewire» заметила, что «Кен Лоуч никогда не старался скрыть свою политику» и «всегда был одним из сознательных членов общества с открыто левыми чувствами», но однако «„Дух 45-го“ не имеет стиль радикальной документалистики, но это, конечно, могло быть в амбициях, и в то же время для тех, кто на противоположной стороне политического спектра, это несомненно, будет читаться как пропаганда, но на самом деле действительно с чувством нужды устранения дисбаланса в том, что как мы помним называется сегодняшним периодом. И этот дисбаланс отразился на наших текущих отношениях больше, чем мы могли бы подумать. С „социализмом“, как словом и понятием, часто причудливо стигматизированным и почти табу, особенно в США, этот умный фильм освежает и поучает к тому, чтобы сделать обычную жизнь лучше». Питер Кальдер из «The New Zeland Herald» сказал, что «28-й фильм ветерана социального реалистического кино Лоуча излагает ностальгический взгляд на период в истории Великобритании, когда слово „социализм“ было боевым кличем, а не оскорблением», представляя собой «увлекательную запись общества в движении», даже если «публицистический энтузиазм Лоуча забывает о некоторых обязательствах историка».
Патрик Уорд из «Socialist Review» сказал, что «„Дух 45-го“ даёт своевременное напоминание, что не всегда существовал „здравый смысл“ того, чтобы частный сектор пользовался благами общества, обуздывалось влияние профсоюзов или сокращались льготы для того, чтобы побудить людей работать. Это не Майкл Мур, но он и не должен быть им. Фильм снят чёрно-белым и не отвлекается на модные методы производства. Сам Лоуч, который берёт интервью, всегда за кадром и его никогда не слышно. Но даже без разговоров, ветеран левого крыла режиссёров может создать очень весомый аргумент». Стефан Стайнберг из «World Socialist Web Site» отметил, что фильм является «художественно и политически слабым», во многом из-за неспособности Лоуча «определить радикализацию английских рабочих после Второй мировой войны как часть более широкого европейского и международного процесса», и «социалистический режиссёр, безусловно, должен идти глубже, чем это, и учитывать как исторический контекст реформ, так и их неизбежные ограничения и даже ликвидации».